# MaixDuino
La carte MaixDuino de Sipeed, sortie fin 2018 est un ordinateur à carte unique orientée microcontrôleur, au format compatible Arduino, composé de deux SoC principaux, dont un, le Kendryte K210 comportant notamment un double cœur RISC-V 64 bits RV64GC, et un accélérateur d'IA, et le seconde SoC est basé sur un ESP32, utilisé principalement pour les fonctions réseau sans fil, mais comportant également un DSP.

## Caractéristiques
Le Kendryte K210 intégré permet de faire de l'identification visuelle automatisée (en 60FPS QVGA et 30FPSVGA), et de l'écoute automatisée. La carte supporte différents environnements de programmation, dont Arduino, PlatformIO, microPython, OpenMV, FreeRTOS, et TensorFlow. Il est également possible d'utiliser la bibliothèque géométrique 2D « Adafruit GFX Library ». 
Sa programmation peut se faire en Python (microPython, via MAIXPy), une version adaptée à cette carte, ou en C.
Il est possible de la déboguer via port série en utilisant JTAG.
Certaines des broches GPIO, sont partagées entre le K210 et l'ESP32, permettant aux deux SoC d'échanger avec des périphériques externes.

## Développement
La plateforme préinstallée est MaixPy, basé sur microPython, et se programmant à l'aide de l'interface et éditeur MaixPy IDE (il utilise PlatformIO pour communiquer) Des bibliothèques sont fournies permettant d'interagir avec la caméra, LittlevGL, reconnaissance vocale, accéromètre, SPI,etc. Le Kendryte SDK est en langage C dérivant de FreeRTOS. Il est également possible d'installer RT-Thread, OS open source dédié aux IoT. Enfin, elle est compatible Arduino, et peut être programmé via Arduino IDE en y installant la carte.
Le firmware peut être mis à jour via le port USB-C de la carte.